# Anna e il re
Anna e il re (Anna and the King of Siam), tradotto anche come Anna e il re del Siam, è un romanzo storico biografico del 1944 scritto da Margaret Landon.

## Genesi del libro
Agli inizi degli anni 1860 Anna Leonowens, una vedova con due giovani bambini, venne invitata nel Siam (oggi Thailandia) da re Mongkut (Rama IV), che voleva che lei insegnasse ai suoi figli e alle sue mogli l'inglese e gli facesse conoscere le usanze britanniche. Le sue esperienze durante i cinque anni che passò in quella terra furono le basi per due memorie, The English Governess at the Siamese Court (1870) e Romance of the Harem (1872).
Landon prese la narrativa in prima persona della Leonowens e la arricchì di dettagli sul popolo del Siam e la loro cultura raccolta da altre fonti.

## Accoglienza
Il libro è stato tradotto in molte lingue.

## Adattamenti
- Anna e il re del Siam (Anna and the King of Siam), film del 1946
- The King and I, musical del 1951
- Il re ed io (The King and I), film del 1956
- Anna ed io (Anna and the King), serie televisiva del 1972
- Anna and the King, film del 1999
- Il re ed io (The King and I), film del 1999